# Ping Pong (2002)
Ping Pong (jap. ピンポン, Pin Pon) ist ein japanischer Film aus dem Jahr 2002. Die Verfilmung des Mangas Ping Pong entstand unter der Regie von Fumihiko Sori und handelt wie die Vorlage von jungen Tischtennisspielern. Die beiden Protagonisten treffen erstmals auf harte Gegner und es werden die unterschiedlichen Motivationen zum Sport beleuchtet. Shidō Nakamura wurde für seine Rolle als Tennisspieler Dragon 2003 mit einem Japanese Academy Award ausgezeichnet.

## Handlung
Yutaka „Peco“ Hoshino und Makoto „Smile“ Tsukimoto sind beste Freunde und beide Mitglied im Tennisklub der Katase-Oberschule. Peco ist von dem Sport begeistert und will einmal einer der besten Spieler der Welt werden, während Smile zurückhaltend ist und nur aus Freude spielt. Seinen Spitznamen bekam Smile, weil er nie lächelt. Im Vergleich zu Peco hat er das größere Talent, lässt andere aber oft aus Rücksicht gewinnen. Als Peco erfährt, dass die benachbarte Tsujidō-Oberschule den Spieler Wenga Kon in ihr Tischtennis-Team geholt hat, besuchen sie heimlich die Schule. Es kommt zufällig zu einem Spiel Pecos gegen „China“, wie Wenga Kon genannt wird, bei dem Peco deutlich unterliegt.
China wurde an die Tsujidō geholt, um den bekannten Spieler Ryūichi „Dragon“ Kazama von der Kaiō-Oberschule zu besiegen. Sein Teamkamerad ist Manabu Sakuma, genannt „Akuma“, mit dem Peco und Smile in der Grundschule und in der kleinen Tischtennishalle Tamura in der Nachbarschaft gespielt haben. Beim nächsten Turnier treffen alle fünf aufeinander. Peco wird von Akuma geschlagen und Smile lässt China gewinnen. Das Turnier gewinnt die Kaiō-Oberschule, angeführt von Dragon.
Nach dem Turnier spricht Akuma Peco auf sein schlechte Spiel an und dieser kann sich schließlich zu neuem Mut aufraffen. Er trainiert in der Tamura-Tischtennishalle mit Hilfe der alten Obaba, die die Halle führt. Im nächsten Turnier kann er China besiegen. Im Halbfinale kann er trotz eines verletzten Knies gegen Dragon bestehen. Dragon erfährt in diesem Spiel erstmals die Freude, die Tischtennis machen kann. Im Finale treffen Peco und Smile aufeinander. Auch dieses Spiel gewinnt schließlich Peco. Jahre später hat sich Pecos Traum erfüllt und er spielt als Profi in Europa, während Smile als Tischtennistrainer arbeitet.

## Produktion und Veröffentlichung
Der Film wurde von Asmik Ace Entertainment produziert, verantwortlich waren Shinji Ogawa, Sanae Suzuki und Tamotsu Shiina. Das Drehbuch schrieb Kankurō Kudō und Regie führte Fumihiko Sori. Für die Kameraführung war Akira Sakō verantwortlich, für den Schnitt Soichi Ueno. Die in den Turnieren über die Tische fliegenden Bälle wurden per Computeranimation erstellt und nachträglich in die Bilder eingefügt, einige der Szenen sind vollständig am Computer entstanden. Die Handlung der Vorlage findet sich weitgehend im Film wieder, dabei wurden die ausführlichen Charakterzeichnungen reduziert und der Film konzentriert sich auf die Wettkämpfe.
Premiere des Films war am 20. Juli in Japan. 2003 wurde er beim Philadelphia International Film Festival in den USA gezeigt, 2004 beim Febio Film Festival in Tschechien und 2007 in New York. Eine DVD-Veröffentlichung geschah in Großbritannien und den Niederlanden.

## Rezeption
Ping Pong wurde 2003 achtmal für den Japanese Academy Award nominiert. Shidō Nakamura gewann für seine Rolle als Dragon den Preis für den besten Nachwuchsschauspieler.
Die deutsche Zeitschrift AnimaniA lobt den Film als eine der bis dahin gelungensten Umsetzungen einer Mangaserie, eigenständig und doch dem Original im Kern treu. Es steht nicht, wie in der Vorlage, ein menschliches Drama im Vordergrund. Stattdessen sei der Film ein „dynamisch-schnelles Werk“, das mit den am Computer entstandenen Szenen „unglaubliche Kamerafahrten und faszinierende Bilder“ liefere. Die Schauspieler stellten die Charaktere überzeugend dar und der „von Club-Sound beherrschte“ Soundtrack passe gut zum Rhythmus der Ping-Pong-Spiele.